# Toxonprucha lineata
Toxonprucha lineata là một loài bướm đêm trong họ Erebidae.